# Piłka wodna na Letnich Igrzyskach Olimpijskich 2012
Piłka wodna na igrzyskach olimpijskich w Londynie rozgrywana była między 28 lipca a 12 sierpnia, na terenie pływalni Aquatics Centre. Tytułu mistrza olimpijskiego wśród mężczyzn broniła reprezentacja Węgier, zaś u kobiet tytułu broniła reprezentacja Holandii.

## Kwalifikacje
W turnieju olimpijskim brało udział 12 drużyn męskich i 8 drużyn kobiecych. Zapewniony udział w turnieju miały obydwie reprezentacje Wielkiej Brytanii – jako przedstawiciele gospodarza igrzysk i obydwie reprezentacje Australii.

### Mężczyźni
| Nazwa imprezy                      | Data przeprowadzenia    | Gospodarz   | Miejsc | Zakwalifikowani                     |
| ---------------------------------- | ----------------------- | ----------- | ------ | ----------------------------------- |
| Gospodarz                          |                         |             | 1      | Wielka Brytania                     |
| Finał Ligi Światowej 2011          | 21–26 czerwca 2011      | Florencja   | 1      | Serbia                              |
| Mistrzostwa Świata w pływaniu 2011 | 16–31 lipca 2011        | Szanghaj    | 3      | Włochy Chorwacja Węgry              |
| Igrzyska Panamerykańskie 2011      | 14–30 października 2011 | Guadalajara | 1      | Stany Zjednoczone                   |
| Azjatycki Turniej Kwalifikacyjny   | 23–29 stycznia 2012     | Chiba       | 1      | Kazachstan                          |
| Turniej Kwalifikacyjny Oceanii     |                         |             | 1      | Australia                           |
| Olimpijski Turniej Kwalifikacyjny  | 1–8 kwietnia 2012       | Edmonton    | 4      | Czarnogóra Grecja Hiszpania Rumunia |
| Razem                              |                         |             | 12     |                                     |

### Kobiety
| Nazwa imprezy                     | Data przeprowadzenia    | Gospodarz   | Miejsc | Zakwalifikowane              |
| --------------------------------- | ----------------------- | ----------- | ------ | ---------------------------- |
| Gospodarz                         |                         |             | 1      | Wielka Brytania              |
| Igrzyska Panamerykańskie 2011     | 14–30 października 2011 | Guadalajara | 1      | Stany Zjednoczone            |
| Azjatycki Turniej Kwalifikacyjny  | 23–29 stycznia 2012     | Chiba       | 1      | Chiny                        |
| Turniej Kwalifikacyjny Oceanii    |                         |             | 1      | Australia                    |
| Olimpijski Turniej Kwalifikacyjny | 15–22 kwietnia 2012     | Triest      | 4      | Węgry Rosja Hiszpania Włochy |
| Razem                             |                         |             | 8      |                              |

## Wyniki

### Medaliści
| Złoto | Srebro | Brąz |
| ChorwacjaJosip Pavić Damir Burić Miho Bošković Nikša Dobud Maro Joković Ivan Buljubašić Petar Muslim Andro Bušlje Sandro Sukno Samir Barać Igor Hinić Paulo Obradović Frano Vićan | WłochyStefano Tempesti Amaurys Pérez Niccolò Gitto Pietro Figlioli Alex Giorgetti Maurizio Felugo Massimo Giacoppo Valentino Gallo Christian Presciutti Deni Fiorentini Matteo Aicardi Danijel Premuš Giacomo Pastorino | SerbiaSlobodan Soro Aleksa Šaponjić Živko Gocić Vanja Udovičić Dušan Mandić Duško Pijetlović Slobodan Nikić Milan Aleksić Nikola Rađen Filip Filipović Andrija Prlainović Stefan Mitrović Gojko Pijetlović |

### Medalistki
| Złoto | Srebro | Brąz |
| Stany ZjednoczoneTumuaialii Anae Kami Craig Annika Dries Kelly Rulon Elsie Windes Jessica Steffens Courtney Mathewson Maggie Steffens Lauren Wenger Brenda Villa Melissa Seidemann Elizabeth Armstrong Heather Petri | HiszpaniaLaura Ester Marta Bach Anna Espar Roser Tarragó Matilde Ortiz Jennifer Pareja Lorena Miranda María del Pilar Peña Andrea Blas Ona Meseguer María García Godoy Laura López Ana Copado | AustraliaVictoria Brown Gemma Beadsworth Sophie Smith Holly Lincoln-Smith Jane Moran Bronwen Knox Rowena Webster Kate Gynther Glencora Ralph Ashleigh Southern Melissa Rippon Nicola Zagame Alicia McCormack |

## Tabela medalowa
| Miejsce | Państwo           | Złoto | Srebro | Brąz | Razem |
| ------- | ----------------- | ----- | ------ | ---- | ----- |
| 1       | Stany Zjednoczone | 1     | 0      | 0    | 1     |
| 1       | Chorwacja         | 1     | 0      | 0    | 1     |
| 3       | Hiszpania         | 0     | 1      | 0    | 1     |
| 3       | Włochy            | 0     | 1      | 0    | 1     |
| 5       | Australia         | 0     | 0      | 1    | 1     |
| 5       | Serbia            | 0     | 0      | 1    | 1     |
|         | Razem             | 2     | 2      | 2    | 6     |